# 耶代拉鄉
45°2′N 25°37′E / 45.033°N 25.617°E
耶代拉鄉（羅馬尼亞語：Comuna Iedera, Dâmbovița），是羅馬尼亞的鄉份，位於該國南部，由登博維察縣負責管轄，面積53平方公里，海拔高度301米，2007年人口4,033，人口密度每平方公里76人。